# 鈴木まりか
鈴木 まりか（すずき まりか、1976年7月27日 - ）は、日本の元AV女優。東京都出身。

## 人物
- 趣味：音楽鑑賞
- 初体験：高校2年生の時で、相手は相手は違う学校の人で高1の時コンパで知り合った。
- 体験人数：13人でそのうち付き合ったのは5人。

## 略歴
- 1995年7月 - 「敏感エンジェル」でAVデビュー。

## 作品

### アダルトビデオ
- 敏感エンジェル （1995年7月28日、アリスJAPAN）
- Fresh Lip （1995年8月25日、アリスJAPAN）
- 一夜の好奇心（1995年9月22日、アリスJAPAN）
- 裏出血大制服4（1996年6月18日、アトラス21）
- インモラル天使25（1996年9月27日、シネマジック）
- 口内写性29（1996年10月25日、アリーナ）